# Heteropogon contortus
Pour les articles homonymes, voir Pili.
Espèce
Classification phylogénétique
Heteropogon contortus, l'Hétéropogon contourné, pili, herbe polisson, herbe à piquants ou herbe tue-mouton est une herbe vivace touffue tropicale de la famille des Poaceae.

## Description

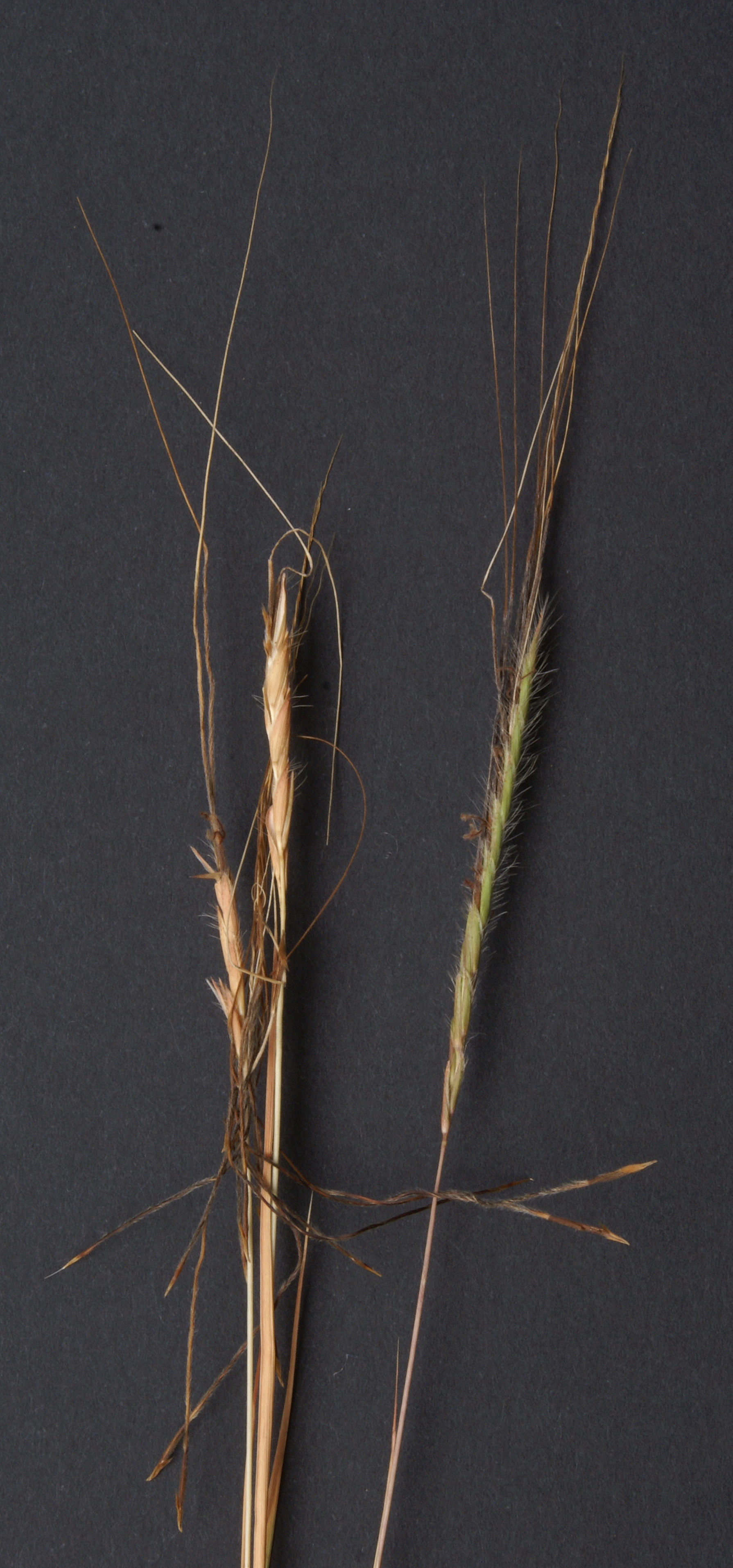
L'épi de droite, encore vert, montre bien la position unilatérale et sommitale des épillets fertiles pourvus de longues barbes, les épis de gauche, mûrs, montrent comment les épillets libérés s'entremêlent.

### Aspect général

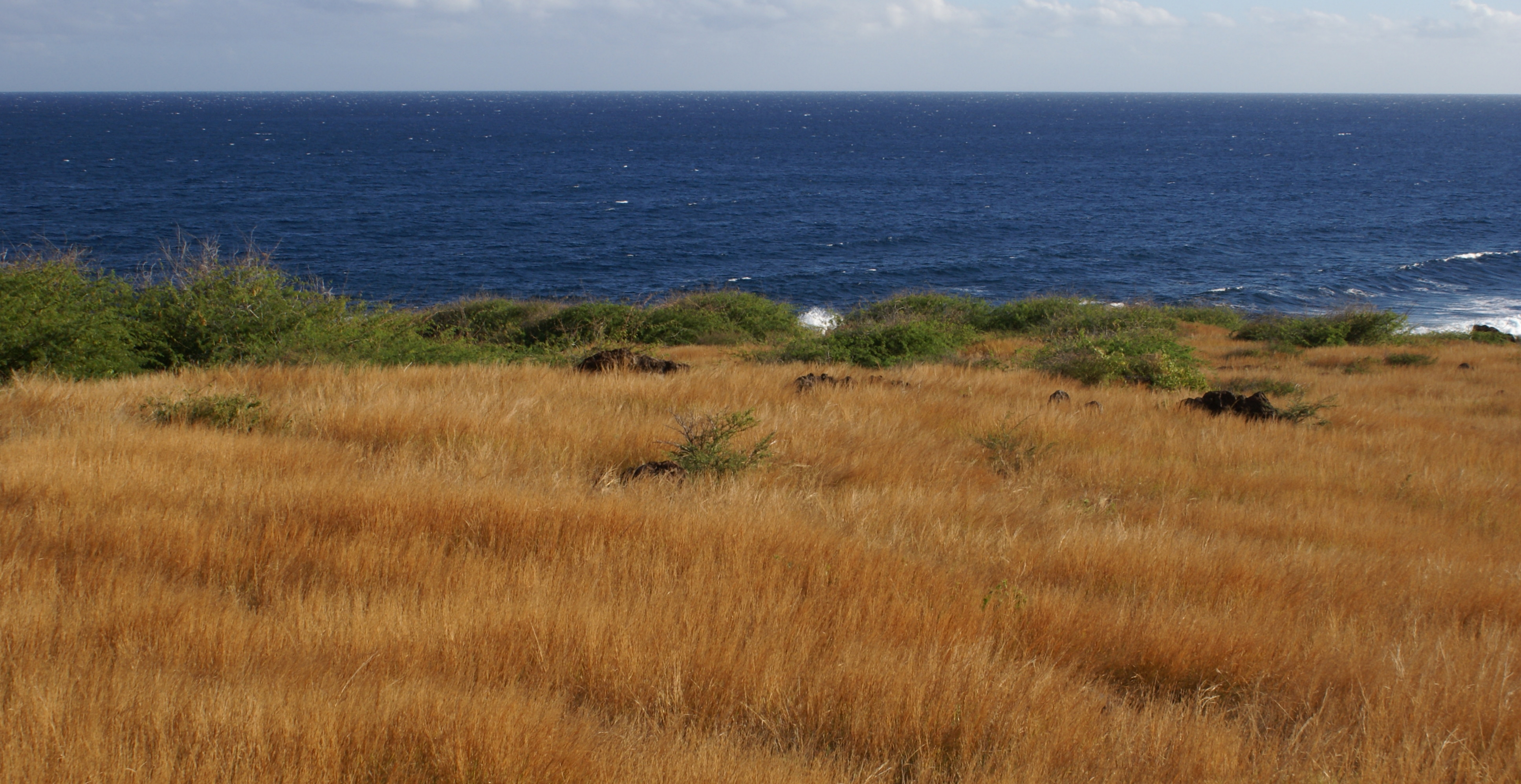
Savane à Heteropogon contortus sur la côte ouest de l'île de La Réunion

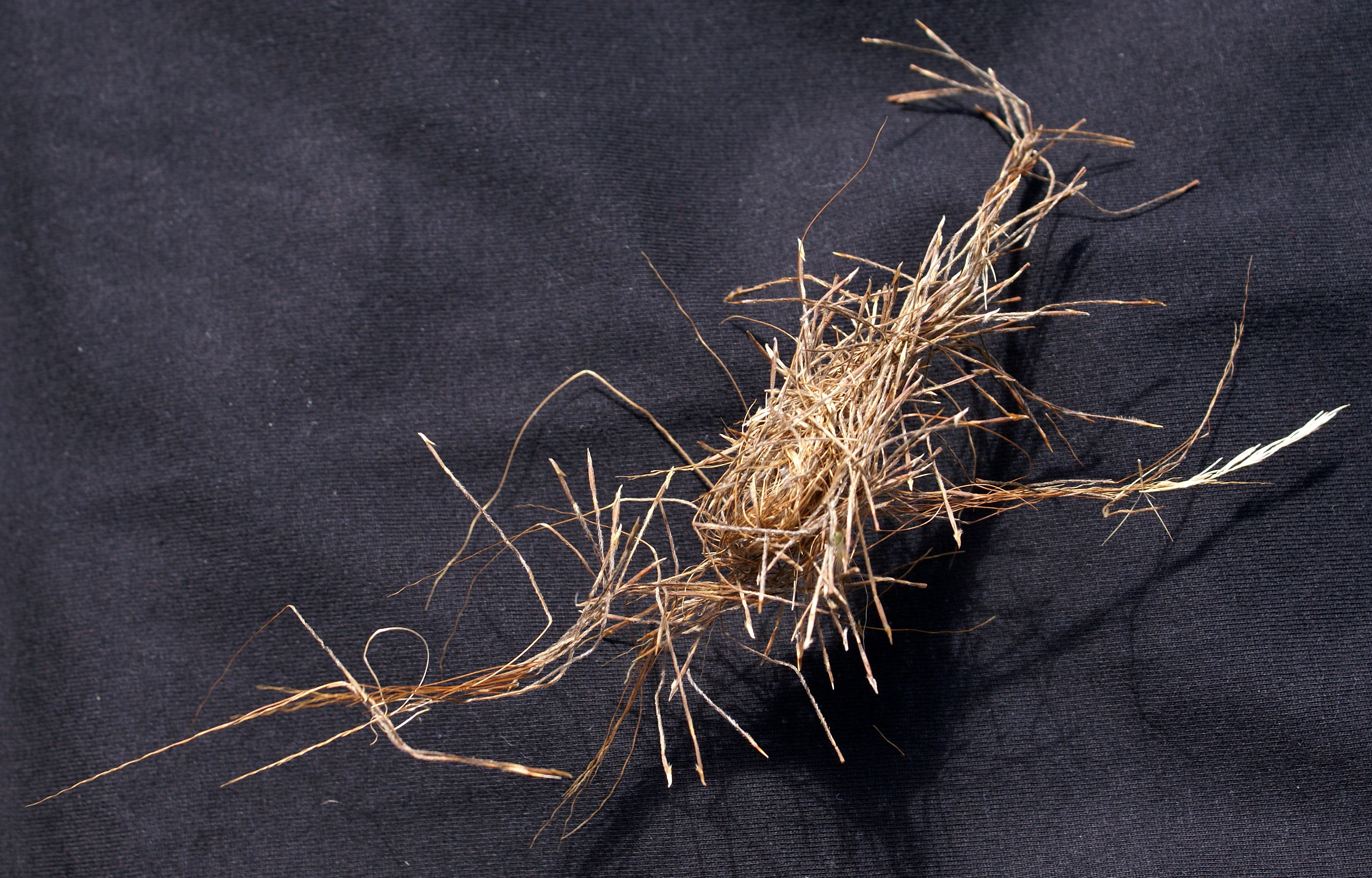
Pelotes de dispersion des graines de l'herbe polisson

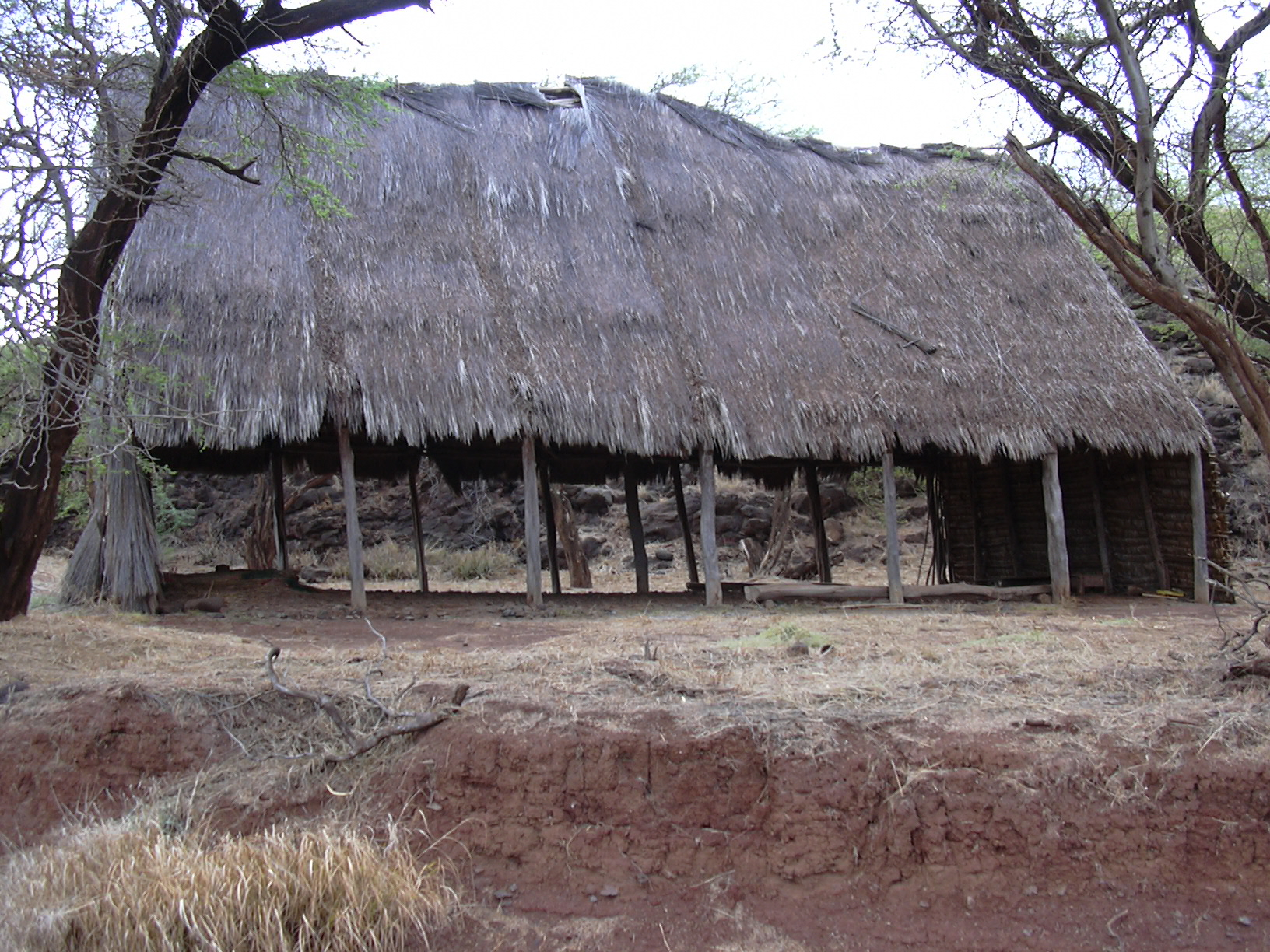
Hutte hawaïenne couverte en pili

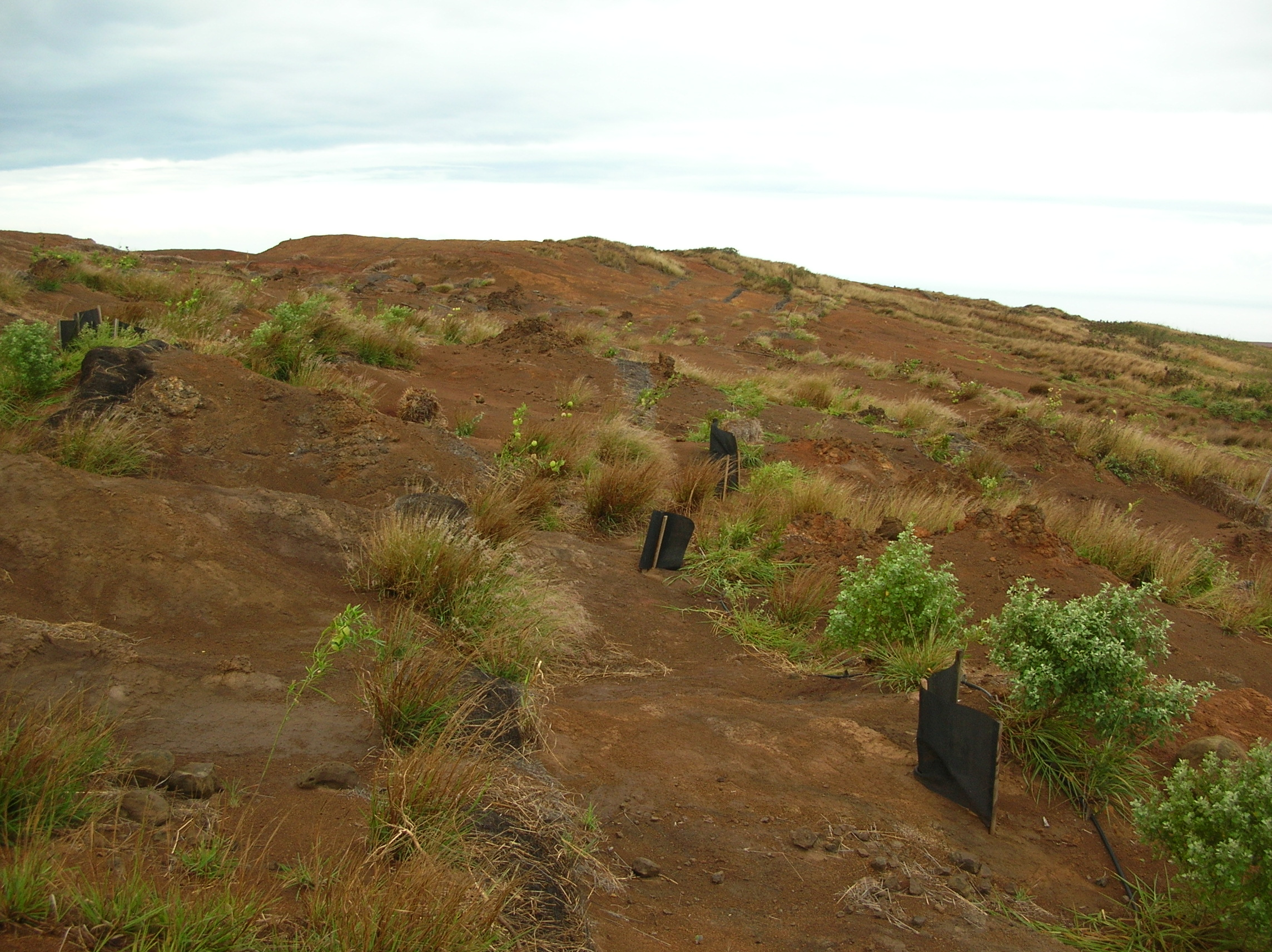
Restauration de sols érodés réalisée au moyen de balles de foin de pili, sur l'île de Kahoolawe

Cette graminée forme des touffes atteignant en moyenne générale à la floraison une hauteur de 75 à 120 centimètres,.

### Tiges
Les tiges sont dressées, fines et simples (ou à un ou deux rameaux).

### Feuilles
Les feuilles sont alternes, larges de 2 à 5 mm et mesurent jusqu'à 15 centimètres de long. Leur ligule est ciliée. La feuille supérieure engaine le plus souvent la base de l'épi.

### Inflorescence
Un pied porte un ou quelques épis, qui dans ce cas forment une fausse panicule. Chaque épi, étroit et cylindrique, mesure 3 à 7 cm sans les barbes. Les épillets sont disposés par paires : les épillets des paires inférieures sont tous pédicellés, stériles et dépourvus de barbes, les paires supérieures comprennent un épillet également pédicellé et stérile et un épillet sessile, fertile et pourvu d'une longue barbe.
Les épillets sessiles portent à leur base un callus très piquant et au sommet de la glume une arête (ou barbe), brune velue et vrillée, longue de 7 à 8 cm. Ces barbes s'emmêlent et s'enroulent pour former une mèche très caractéristique au sommet des épis. A maturité, les épillets libérés forment entre eux ou avec les feuilles sèches des pelotes qui peuvent être dispersées par le vent ou par les animaux en s'accrochant à leurs toisons.

### Fruits
Les fruits sont des grains.

## Appellations

### Hawaii
Heteropogon contortus est appelée “pili” aux îles Hawaii et servait à couvrir en chaume les habitations traditionnelles, les “hale”.

### Océan Indien
À La Réunion, où elle est surnommée « herbe polisson », elle est l'espèce dominante des savanes de la côte ouest. À Maurice, cette graminée est aussi connue comme "herbe polisson" et on la retrouve abondamment près de la capitale Port-Louis. C'est aussi la principale constituante, le “danga”, des savanes de Madagascar.

### Antilles françaises
À la Guadeloupe et en Martinique, c'est le ti fwen (petit foin).

### Nouvelle-Calédonie
En Nouvelle-Calédonie, l'espèce est surnommée « herbe tue-mouton » car, en blessant des animaux d'élevage, elle peut provoquer chez eux des infections mortelles.

### Synonymes scientifiques
Andropogon contortus L.

## Répartition
L'espèce est naturellement originaire d'Océanie et des zones tropicales situées autour de l'océan Indien (Afrique australe, Asie du sud, Australie du nord) et s'est répandue ensuite dans d'autres parties du monde. En France métropolitaine, elle est présente de manière rare sur le littoral méditerranéen ; elle y bénéficie du statut d' « espèce végétale protégée sur l'ensemble du territoire français métropolitain ».

### Caractère envahissant
Elle est considérée comme une espèce envahissante dans plusieurs zones géographiques, comme l'Amérique, l'Asie de l'est et la Nouvelle-Calédonie. Elle prolifère par exemple dans les prairies précédemment incendiées.
En Nouvelle-Calédonie, elle compose presque exclusivement les pâturages de la côte Ouest au nord de Bourail.

## Écologie
Elle est typique de régions tropicales et subtropicales à pluviométrie inférieure à 800 mm/an parcourues saisonnièrement par des incendies. Elle est résistante au feu, s'accommode de périodes de sécheresse mais ne subsiste pas dans les régions où l'aridité est trop marquée. Elle peut supporter le cas échéant le gel, mais pas l'inondation.

## Utilisations

### Elevage
C'est une herbe fourragère appréciable sur sols pauvres, consommable uniquement à l'état jeune. Elle peut éventuellement être fauchée pour produire du foin. En revanche, l'espèce présente des inconvénients : les pelotes de graines qui s'accrochent aux toisons des animaux peuvent provoquer chez eux des blessures mortelles, et occasionnent la dépréciation de la laine en Australie[réf. nécessaire].

### Construction
Elle est utilisée en couverture traditionnelle de toitures d'habitations à Hawaii.

### Lutter contre l'érosion
Elle a été testée à Hawaii pour la lutte contre l'érosion en disposant sur les sols dégradés des balles de foin de pili. À La Réunion, la restauration écologique et paysagère des terrassements occasionnés par la construction de la route des Tamarins dans la traversée du site de la savane du cap La Houssaye, a été menée principalement par réimplantation artificielle de la végétation à Heteropogon.

### Fabrication de papier
Elle est signalée dans les flores chinoises comme utilisée pour la fabrication de papier.